# Campanula bayerniana
Campanula bayerniana är en klockväxtart som beskrevs av Franz Josef Ivanovich Ruprecht. Campanula bayerniana ingår i släktet blåklockor, och familjen klockväxter. Inga underarter finns listade i Catalogue of Life.